# 90式空對空飛彈
90式空對空飛彈（日语：／），開發代號為AAM-3，是日本航空自衛隊現役的紅外線導引空對空飛彈（AAM），由三菱重工業製造，設計構想來自AIM-9L響尾蛇飛彈，自1993年起開始服役。

## 歷史
1974年，日本開始著手進行新型號空對空飛彈的研發。但直至1986年起才由三菱重工全力開發，並於1990年開始量產，1993年開始配發部隊使用。開發歷程約15年，研發經費消耗約122億日圓。

## 性能
作為AIM-9L響尾蛇飛彈的後繼者，90式空對空飛彈的外觀與前者十分相似，但其使用的導引裝置為日本電氣製造的紅外線、紫外線雙色導引頭，使其對傳統的紅外對抗措施具有更強的抵抗能力。其離軸攻擊能力據稱也比AIM-9L更好。

## 使用國
日本
- 航空自衛隊
  - F-4EJ戰鬥機
  - F-15J/DJ戰鬥機
  - F-2戰鬥機

### 引文
1. 1 2 3 4 5  .   [2020-05-18]. （原始内容存档于2019-12-28）.
2. ↑   (PDF): 174–175.   [2020-05-18]. （原始内容存档于2010-07-27）.
3. ↑  .   [2020-05-22]. （原始内容存档于2019-09-05）.
4. ↑   (PDF). 日本防衛庁: 28. 13 July 2016  [2024-08-02]. （原始内容存档 (PDF)于2023-03-09） （日语）.

### 書目
- 朝雲新聞社編集局 (编). . 朝雲新聞社. 1 July 2007. ISBN 4-7509-1027-9 （日语）.
- 青木謙知. . イカロス出版. 2018. ISBN 4-87149-749-6 （日语）.